# Leone Pizzini
Leone Pizzini, né le 8 novembre 1948 à Pescantina (Vénétie), est un coureur cycliste italien, professionnel de 1976 à 1980.

## Palmarès
- 1974
  - Baby Giro :
    - Classement général
    - 2e étape
- 1975
  - Tour de la Vallée d'Aoste

## Résultats sur les grands tours

### Tour d'Italie
3 participations
- 1976 : 39e
- 1977 : 21e
- 1979 : 88e

### Tour d'Espagne
2 participations
- 1978 : 48e
- 1980 : hors délais (15e étape)